# Aeroporto Internacional de Acapulco
O Aeroporto Internacional de Acapulco (IATA: ACA, ICAO: MMAA) é um aeroporto que serve a cidade de Acapulco, Guerrero, México.